# Barash (Film)
Barash (hebräisch: ברש) ist ein israelischer Film von Michal Vinik, der vor dem Hintergrund eines Familienkonflikts vom lesbischen Coming-out eines Mädchens erzählt. Der Film wurde am 16. Juni 2016 in Israel uraufgeführt.

## Handlung
Die 17-jährige Naama Barash verliebt sich in ihre neue Mitschülerin Dana Hershko. Gemeinsam entfliehen sie der Langeweile in ihrer Kleinstadt, indem sie in Tel Aviv in der queeren Szene Partys feiern, Drogen nehmen und Alkohol trinken. Naama macht dabei ihre ersten sexuellen Erfahrungen mit einer Frau, während Dana schon Erfahrungen hat. Naamas Familie ist zerstritten, die Eltern machen sich große Sorgen um Naamas Schwester Lior, die gerade ihren Militärdienst absolviert, aber nicht mehr erreichbar ist. Als die Eltern erfahren, dass Lior bei ihrem palästinensischen Freund ist, kritisieren sie diese Beziehung heftig und versuchen Lior heimzuholen. Für Naama endet die Liebe zu Dana mit einer Enttäuschung, da Dana nicht treu sein möchte und eine Affäre mit einer anderen Frau beginnt.

## Rezeption
Nadine Lange schrieb im Tagesspiegel: „Die Stärken von ‚Barash‘ sind die erzählerische Beiläufigkeit und die Alltagsnähe. Das Thema Coming Out wird weder überdramatisiert noch banalisiert, was den in sonnendurchfluteten Bildern inszenierten Film zu einer echten Bereicherung in diesem überstrapazierten Genre macht. Viniks Werk kann bestehen neben ‚All Over Me‘, ‚My Summer of Love‘ oder ‚Pariah‘ – und hat einen eigenen überzeugenden Blick auf die Süße und den Schmerz der ersten Liebe.“
Das Internetportal queer.de urteilte: „Michal Vinik erzählt in ihrem sinnlichen Regiedebüt ‚Barash‘ von erster Liebe, Liebeskummer und der Suche nach dem eigenen Ich – und stellt die Frage, wie frei man als junge Frau im heutigen Israel leben kann. Für sein vielschichtiges Drehbuch und seine hinreißende Nachwuchsdarstellerinnen wurde ‚Barash‘ auf dem Internationalen Filmfestival Haifa mit gleich drei Preisen ausgezeichnet.“
Im Sissymag schrieb Tania Witte: „Die große Stärke von „Barash“ (übrigens Na’amas Familienname und das offensichtlich einzige, was die Familie verbindet) liegt in der Observation der Beziehungen und Familienstrukturen. Die Barbecue-Szene in all ihrer Depression und das wunderbare Gespräch der Schwestern im gemeinsamen Schlafzimmer sind unbestrittene Highlights des Films. Nicht umsonst wurde Sivan Shimon auf dem Haifa International Film Festival für ihre Interpretation der Na’ama als beste Darstellerin und Dvir Benedek für seinen Gideon als bester Schauspieler ausgezeichnet. Dazu bestes Drehbuch und diverse Nominierungen. „Barash“ bietet die Kurzweil schöner Bilder, hat Humor und Sexappeal und Kontext und wirkt dabei verdammt real – in den harten wie den weichen wie den ungeschickten Momenten.“

## Auszeichnungen
- Beste Darstellerin (Sivan Noam Shimon), bester Darsteller (Dvir Benedek) und bestes Drehbuch – Haifa International Film Festival, 2015
- Großer Jurypreis als bester Film – Festival Mix Milano, Internationales LSBT-Filmfestival Mailand, 2016[4]